# Trigonostemon verrucosus
Trigonostemon verrucosus là một loài thực vật có hoa trong họ Đại kích. Loài này được J.J.Sm. miêu tả khoa học đầu tiên năm 1924.